# 在アルゼンチン日本国大使館
在アルゼンチン日本国大使館（スペイン語: Embajada del Japón en Argentina / Embajada de Japón en Argentina、英語: Embassy of Japan in Argentina）は、アルゼンチンの首都ブエノスアイレスにある日本の大使館。

## 沿革
- 1898年2月3日、日亜修好通商航海条約締結により日本とアルゼンチンの国交が正式に樹立される[1][2][3]。
- ブエノスアイレスに在アルゼンチン日本帝国公使館（在アルゼンティン日本帝国公使館[4]）が開設される。
- 1940年、ブエノスアイレスの帝国公使館が在アルゼンチン日本帝国大使館（在アルゼンティン日本帝国大使館[4]）に昇格する[3]。
- 1944年1月、アルゼンチンが大日本帝国との国交断絶を宣言し、ブエノスアイレスの帝国大使館が閉鎖される[1][2][3]。
- 1945年3月27日、アルゼンチンが大日本帝国に対して宣戦布告する[1][2][3]。
- 1945年8月15日、第二次世界大戦の敗戦により大日本帝国が崩壊[5]。
- 1952年4月12日、来たる日本国の独立に先駆けて「在外公館の名称及び位置を定める法律」が制定され、在アルゼンチン日本国大使館（在アルゼンティン日本国大使館[4]）の設置が定められる[6]。
- 1952年4月28日、サンフランシスコ平和条約の発効により日本国が独立、アルゼンチンも同条約締結国のうちの1国[7]。

## 所在地
| 日本語     | 〒C1106ABG ブエノスアイレス市ブチャール通り547番地17階 |
| スペイン語 | Bouchard 547, Piso 17, C1106ABG - Buenos Aires         |